# Médaille de la valeur civile (Italie)

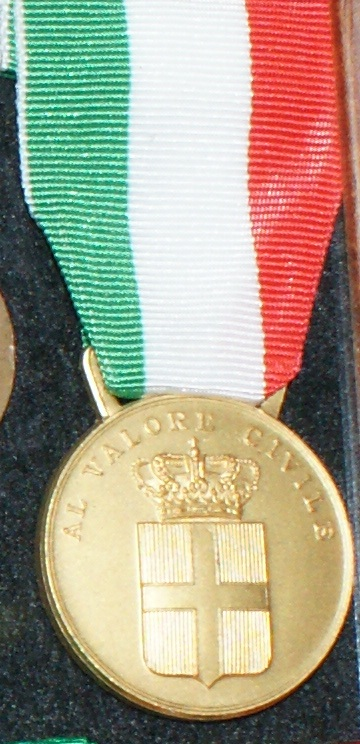
Médaille d'or pour la valeur civile du royaume d'Italie.

La médaille de la valeur civile est une distinction accordée par la république d'Italie afin de "récompenser les actes de bravoure exceptionnels qui témoignent d'une grande vertu civique et de marquer leurs auteurs comme dignes de l'honneur public".
Les citoyens peuvent être honorés individuellement (éventuellement, en mémoire) ou collectivement "services, corps et entités militaires" (y compris les communes) lorsqu'ils ont sciemment exposé leur vie à un danger manifeste. La règle régissant l'attribution des médailles de la valeur civile est la loi n° 13 du 2 janvier 1958.

## Histoire
C'est Victor Emmanuel II qui, le 30 avril 1851, a institué la médaille de la valeur civile par le décret royal n° 1168 du 30 avril 1851. Après la naissance de la République italienne, la décoration a été réglementée par la loi n° 13 du 2 janvier 1958 ; le règlement d'application correspondant a ensuite été publié par le décret présidentiel n° 1616 du 6 novembre 1960.

## Types d'actes
Les récompenses pour la valeur civile correspondent à des actes spécifiques, qui comprennent :
- sauver des personnes exposées à un danger grave et imminent ;
- prévenir ou diminuer les dommages d'une grave catastrophe publique ou privée ;
- rétablir l'ordre public, lorsqu'il est gravement perturbé, et faire respecter la loi ;
- arrêter ou participer à l'arrestation de malfaiteurs ;
- accomplir des actes pour le progrès de la science ou en général pour le bien de l'humanité ;
- défendre le nom et le prestige de la patrie.

## Types de récompense
Selon les circonstances de temps et de lieu de l'action accomplie, et ses conséquences, la récompense est d'un des quatre types suivants :
Rubans
 Médaille d'or de la valeur civile.
 Médaille d'argent de la valeur civile.
 Médaille de bronze de la valeur civile.
 Certificat de mérite public pour la valeur civile.
Cette dernière est accordée par le ministre de l'Intérieur, tandis que les médailles sont décernées par le président de la République sur proposition du ministre de l'Intérieur.

## Procédure d'attribution
La loi prévoit (art. 7) qu'en règle générale, l'attribution de la récompense suit l'examen de l'acte courageux par une commission composée d'un préfet, d'un sénateur, d'un député, de deux membres représentant la présidence du Conseil des ministres, d'un général des carabiniers, d'un représentant de la Fondation Carnegie et d'un membre de l'administration civile du ministère de l'intérieur.
Toutefois, si "le caractère de l'acte de courage et le retentissement qu'il a suscité dans l'opinion publique" suffisent à eux seuls à certifier l'opportunité de l'honneur, le président de la République peut procéder à la reconnaissance sans l'évaluation de la commission envisagée (art. 8).

## Fondation Carnegie
La Fondation Carnegie est installée dans le Palazzo del Viminale, siège du ministère de l'intérieur. Il existe depuis que le philanthrope écossais Andrew Carnegie a accordé au gouvernement italien, dans une lettre datée du 17 juin 1911 adressée au Premier ministre Giovanni Giolitti, un fonds de 750 000 dollars américains ($ - USD) en actions de la "Steel Company" dont les revenus annuels devaient garantir des prix en espèces à des personnes en difficulté économique mais qui avaient travaillé, avec témérité, pour sauver la vie d'autrui. Carnegie a également suggéré que si les gens n'étaient pas démunis, ils devraient recevoir des médailles.
Rubans de médailles de la Fondation Carnegie (Hero Fund) pour actes d'héroïsme (31 octobre 1911 - aujourd'hui)
 Médaille d'or de la Fondation Carnegie pour les actes d'héroïsme.
 Médaille d'argent de la Fondation Carnegie pour les actes d'héroïsme.
 Médaille de bronze de la Fondation Carnegie pour actes d'héroïsme.

## Récipiendaires notables
Médaille d'argent pour la valeur civile
- Felice Napoleone Canevaro (1838-1926), pour son aide humanitaire et ses contributions à la santé publique alors qu'il commandait le cuirassé Italia pendant une épidémie de choléra à La Spezia en 1884[3].
- Stefano Hidalgo (1848-1918), pour s'être distingué dans les opérations de sauvetage après une inondation catastrophique à Palerme en 1877.

## Villes décorées pour leur valeur civile
Les médailles de la valeur civile décernées par la République italienne aux villes, communes et provinces en reconnaissance d'actes d'héroïsme accomplis par des communautés entières lors de guerres, de catastrophes naturelles ou d'autres tragédies à différentes époques de l'histoire nationale revêtent une importance particulière.